# Margouët-Meymes
Margouët-Meymes är en kommun i departementet Gers i regionen Occitanien i sydvästra Frankrike. Kommunen ligger i kantonen Aignan som tillhör arrondissementet Mirande. År 2022 hade Margouët-Meymes 159 invånare.

## Befolkningsutveckling
Antalet invånare i kommunen Margouët-Meymes
Referens:INSEE